# We Are One (Ilse DeLange)
"We Are One" is een nummer van de Nederlandse zangeres Ilse DeLange. Het nummer verscheen op haar album Eye of the Hurricane uit 2012. Dat jaar werd het uitgebracht als de derde en laatste single van het album.

## Achtergrond
"We Are One" is geschreven door DeLange, Matthew Wilder en Nate Campany en geproduceerd door DeLange. Het is, naast "I Need for You" en "Time Will Have to Wait" een van de drie nummers op Eye of the Hurricane dat werd geschreven voor de vader van DeLange, die overleed in de periode dat het album werd opgenomen. Voor zijn overlijden werd er al een demoversie van het nummer opgenomen, zodat hij het kon horen. Het nummer gaat over de angst om een dierbare te verliezen, maar ook over hoe DeLange het gevoel heeft dat haar vader altijd bij haar is.
"We Are One" werd pas uitgebracht als single nadat DeLange vanwege een aantal optredens lovende reacties kreeg. Zij vertelde hierover: "Na het optreden in het GelreDome en bij De Wereld Draait Door kreeg ik zoveel fijne en mooie reacties op dit nummer, dat wij besloten hebben om dit liedje als single uit te brengen." De single bereikte in Nederland plaats 33 in de Top 40 en plaats 32 in de Single Top 100.

## Hitnoteringen

### Nederlandse Top 40
| Positie | 34 | 33 | 35 | uit |

### Single Top 100
| Hitnotering week 1 t/m 4: 26-01-2013 t/m 16-02-2013 Hitnotering week 5 t/m 6: 02-03-2013 t/m 09-03-2013 Hitnotering week 7: 30-03-2013 | Hitnotering week 1 t/m 4: 26-01-2013 t/m 16-02-2013 Hitnotering week 5 t/m 6: 02-03-2013 t/m 09-03-2013 Hitnotering week 7: 30-03-2013 | Hitnotering week 1 t/m 4: 26-01-2013 t/m 16-02-2013 Hitnotering week 5 t/m 6: 02-03-2013 t/m 09-03-2013 Hitnotering week 7: 30-03-2013 | Hitnotering week 1 t/m 4: 26-01-2013 t/m 16-02-2013 Hitnotering week 5 t/m 6: 02-03-2013 t/m 09-03-2013 Hitnotering week 7: 30-03-2013 | Hitnotering week 1 t/m 4: 26-01-2013 t/m 16-02-2013 Hitnotering week 5 t/m 6: 02-03-2013 t/m 09-03-2013 Hitnotering week 7: 30-03-2013 | Hitnotering week 1 t/m 4: 26-01-2013 t/m 16-02-2013 Hitnotering week 5 t/m 6: 02-03-2013 t/m 09-03-2013 Hitnotering week 7: 30-03-2013 | Hitnotering week 1 t/m 4: 26-01-2013 t/m 16-02-2013 Hitnotering week 5 t/m 6: 02-03-2013 t/m 09-03-2013 Hitnotering week 7: 30-03-2013 | Hitnotering week 1 t/m 4: 26-01-2013 t/m 16-02-2013 Hitnotering week 5 t/m 6: 02-03-2013 t/m 09-03-2013 Hitnotering week 7: 30-03-2013 | Hitnotering week 1 t/m 4: 26-01-2013 t/m 16-02-2013 Hitnotering week 5 t/m 6: 02-03-2013 t/m 09-03-2013 Hitnotering week 7: 30-03-2013 | Hitnotering week 1 t/m 4: 26-01-2013 t/m 16-02-2013 Hitnotering week 5 t/m 6: 02-03-2013 t/m 09-03-2013 Hitnotering week 7: 30-03-2013 | Hitnotering week 1 t/m 4: 26-01-2013 t/m 16-02-2013 Hitnotering week 5 t/m 6: 02-03-2013 t/m 09-03-2013 Hitnotering week 7: 30-03-2013 |
| Week | 1 | 2 | 3 | 4 | | 5 | 6 | | 7 | |
| --- | --- | --- | --- | --- | --- | --- | --- | --- | --- | --- |
| Positie | 32 | 54 | 59 | 87 | uit | 97 | 89 | uit | 99 | uit |

### NPO Radio 2 Top 2000
| Nummer met noteringen in de NPO Radio 2 Top 2000 | '13  | '14  |
| ------------------------------------------------ | ---- | ---- |
| We Are One                                       | 1388 | 1678 |

1. ↑  Een vetgedrukt getal geeft de hoogste notering aan.
2. ↑  2013 was het eerste jaar met een notering voor dit nummer.
3. ↑  Deze tabel is bijgewerkt tot en met de laatste editie (2024).